# 홀랜드 테일러
홀랜드 테일러(Holland Taylor, 1943년 1월 14일 ~ )는 미국의 배우이다.

## 출연 작품

### 영화
- 내가 사랑한 스파이 (1976, The Next Man)
- 페임 (1980)
- 루벤, 루벤 (1983, Reuben, Reuben)
- 로맨싱 스톤 (1984)
- 나일의 대모험 (1985)
- 결혼의 조건 (1988)
- 중년의 위기 (1990)
- 사고뭉치 형 (1993, Cop and a Half)
- 여자 둘 남자 셋 (1994)
- 투 다이 포 (1995)
- 아메리칸 퀼트 (1995)
- 큰 도둑 작은 도둑 (1995)
- 투 다이 포 (1995)
- 어느 멋진 날 (1996)
- 조지 오브 정글 (1997)
- 트루먼 쇼 (1998)
- 섹스 몬스터 (1999, The Sex Monster)
- 해피 엑시던트 (2000, Happy Accidents)
- 키핑 더 페이스 (2000)
- 타운 앤 컨트리 (2001)
- 금발이 너무해 (2001)
- 신데렐라 2 (2002) - 목소리
- 스파이 키드 2: 잃어버린 꿈들의 섬 (2002)
- 스파이 키드 3D: 게임 오버 (2003)
- 미녀 첩보원 D.E.B.S. (2004)
- 웨딩 데이트 (2005)
- 신데렐라 3 (2007) - 목소리
- 베이비 마마 (2008)
- 글로리아 벨 (2018)
- 밤쉘: 세상을 바꾼 폭탄선언 (2019)
- 내가 사랑했던 모든 남자들에게: P.S. 여전히 널 사랑해 (2020) - 스토미 역
- 엑설런트 어드벤쳐 3 (2020)
- 퀴즈 레이디 (2023)

### 텔레비전
- 오빌 (2017)
- 스피치리스 (2017)
- 미스터 메르세데스 (2017-19)
- 베터 씽스 (2019)
- 오, 할리우드 (2020)
- 더 체어 (2021)
- 더 모닝쇼 (2021)
- 빌리언스 (2023)